# Pratapgarh (district van Uttar Pradesh)
Pratapgarh is een district van de Indiase staat Uttar Pradesh. Het district telt 2.727.156 inwoners (2001) en heeft een oppervlakte van 3717 km².
Het district Pratapgarh maakt deel uit van de divisie Prayagraj. De hoofdstad is Bela Pratapgarh, die echter vaak verward wordt met de plaats Pratapgarh.
Pratapgarh ligt in het gebied tussen de steden Kanpur, Lucknow en Benares (Varanasi). Ten zuiden van het district ligt de stad Prayagraj (Allahabad). In het zuidwesten wordt Pratapgarh begrensd door de Ganges, in het uiterste noordoosten door de Gomti. Andere rivieren die door Pratapgarh stromen zijn de Bakulahi en de Sai.
De Indiase staat Rajasthan heeft eveneens een district met de naam Pratapgarh en ook hiervan draagt de hoofdplaats dezelfde naam.
Hoofdstad: Lucknow
Districten:
Divisie Agra: Agra · Firozabad · Mainpuri · Mathura
Divisie Aligarh: Aligarh · Etah · Hathras · Kasganj
Divisie Ayodhya (Faizabad): Ambedkar Nagar · Amethi · Ayodhya (Faizabad) · Barabanki · Sultanpur
Divisie Azamgarh: Azamgarh · Ballia · Mau
Divisie Bareilly: Bareilly · Budaun · Pilibhit · Shahjahanpur
Divisie Basti: Basti · Sant Kabir Nagar · Siddharthnagar
Divisie Benares (Varanasi): Benares (Varanasi) · Chandauli · Ghazipur · Jaunpur
Divisie Chitrakoot: Banda · Chitrakoot · Hamirpur · Mahoba
Divisie Devipatan: Bahraich · Balrampur · Gonda · Shravasti
Divisie Gorakhpur: Deoria · Gorakhpur · Kushinagar · Maharajganj
Divisie Jhansi: Jalaun · Jhansi · Lalitpur
Divisie Kanpur: Auraiya · Etawah · Farrukhabad · Kannauj · Kanpur Dehat · Kanpur Nagar
Divisie Lucknow: Hardoi · Lakhimpur Kheri · Lucknow · Raebareli · Sitapur · Unnao
Divisie Meerut: Bagpat · Bulandshahr · Gautam Buddha Nagar · Ghaziabad · Hapur · Meerut
Divisie Mirzapur: Bhadohi · Mirzapur · Sonbhadra
Divisie Moradabad: Amroha · Bijnor · Moradabad · Rampur · Sambhal
Divisie Prayagraj (Allahabad): Fatehpur · Kaushambi · Pratapgarh · Prayagraj (Allahabad)
Divisie Saharanpur: Muzaffarnagar · Saharanpur · Shamli